# Out of the Mist
Out of the Mist è un cortometraggio muto del 1916 diretto da William Robert Daly. Sceneggiato da Emma Bell Clifton e prodotto dalla Selig, il film aveva come interpreti Fritzi Brunette, William Scott, Guy Oliver, Gertrude Oakman, Frank Clark, Lillian Hayward.

## Trama
Louise Dillon è una bella ragazza che lavora come stenografa presso una ditta commerciale. Di lei è innamorato Harry Grandin, un impiegato serio e lavoratore, che sta cercando di completare gli studi per fare carriera. Dopo la sua laurea in legge, infatti, i due progettano il matrimonio. Intanto un'amica di Louise, Grace Wilson che lavora come modella per il pittore Ben Ali Hashin, gli suggerisce di prendere per il suo prossimo quadro come modella Louise. L'artista cerca ispirazione e, guardando dalla finestra dello studio durante un temporale, la trova vedendo un'anziana venditrice di giornali, decidendo che chiamerà il quadro Fuori dalla nebbia. Grace, nel frattempo, è diventata l'amante di Arthur Marchand, un maturo libertino che però si stanca presto di lei volgendo le proprie attenzioni verso Louise. Harry cerca di metterla in guardia, ma senza grande successo. E, quando Marchand la trova sola nello studio, lei gli cade tra le braccia. La vecchia dei giornali affronta il donnaiolo, ricordandogli che anche lei è stata anni prima una delle sue amanti e che quella che lui tenta adesso di sedurre è il frutto di quell'avventura. Marchand, sopraffatto dalla notizia, esce. Incontra Grace, che furiosa contro di lui, lo uccide. Louise torna da Harry e accoglie in casa la vecchia madre.

## Produzione
Il film fu prodotto dalla Selig Polyscope Company.

## Distribuzione
Distribuito dalla General Film Company, il film - un cortometraggio in tre bobine - uscì nelle sale cinematografiche statunitensi il 28 agosto 1916.